# Jean Mieg-Koechlin

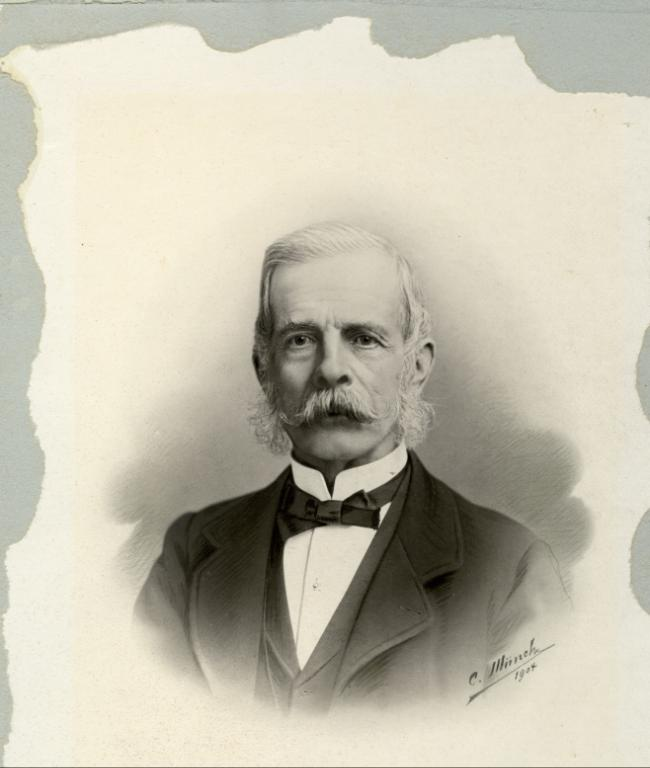
Jean Mieg-Koechlin

Jean Mieg-Koechlin (* 6. September 1819 in Sainte-Marie-aux-Mines; † 4. Juli 1904 in Mülhausen) war Industrieller und Politiker.

## Leben
Jean Mieg-Koechlin war Teil der Elsässischen Industriellenfamilie Mieg. Seine Eltern waren der Industrielle Charles Mieg (20. Januar 1790 – 29. Februar 1868) und dessen Frau Julie geborene Blech (24. Januar 1798 – 24. November 1859). Nach seiner Heirat mit Caroline Koechlin am 28. Februar 1848 nannte er sich Mieg-Koechlin. Caroline Koechlin war die Tochter des Industriellen Joseph Koechlin-Schlumberger, der später ebenfalls Bürgermeister von Mülhausen wurde. Aus der Ehe gingen acht Kinder hervor. Jean Mieg-Koechlin war Industrieller in Mülhausen.

## Politik
Von September 1872 bis Mai 1887 war Jean Mieg-Koechlin Bürgermeister von Mülhausen. Er war der letzte Bürgermeister, der noch nach französischem Recht vom Stadtrat gewählt wurde und galt als Vertreter der protestantischen Notabeln der Stadt. Nachfolger als Bürgermeister wurde Karl Hack. Mieg-Koechlin verblieb bis 1902 als Mitglied des Stadtrates. Er gehörte dem Bezirkstag Oberelsass als Präsident und dem Landesausschuss des Reichslandes Elsaß-Lothringen an.